# Silent Circle
A Silent Circle német könnyűzenei együttes, amely az 1980-as években volt népszerű. Tagjai az énekes Martin Tychsen (Jo Jo Tyson), a billentyűs és dalszerző Axel Breitung és a dobos Jürgen Behrens (CC Behrens). Az együttes főként Euro disco, Eurodance és pop műfajokban alkotott.

## Története
A Silent Circle tagjai először 1979-ben léptek színpadra, de hamarosan szétváltak útjaik. Az 1980-as évek elején a trió újra összeállt, immáron stabil együttesként, amely innentől viselte a Silent Circle nevet. Az első kislemezük a "Hide Away - Man is Comin'!" volt, amely ismertséget szerzett nekik. Ezt olyan további, sikeres kislemezek követték, mint a "Touch in the Night", a "Stop the Rain", a "Love is just a Word" és a "Time for Love". 1986-ban megjelent első albumuk, a No. 1, amely 11 dalt tartalmazott. Az album a Blow Up égisze alatt került piacra, amely az Intercord Company tulajdonában volt. Ezalatt Harald Shaefer vette át Axel Breitung helyét az élő előadások idején, mert az együttes alapítója és vezetője kizárólag új dalok írásának szentelte idejét.
1987-ben a Teldec kiadta két új kislemezüket, "Danger Danger" és "Oh, Don't Lose Your Heart Tonight" címmel. 1990-ben újabb album került piacra, amely 10 dalt tartalmazott, ebből kettő 1987-ből származott, kettő pedig remix volt. 1993-ban válogatásalbumuk is megjelent Best Of Silent Circle címmel, amely kizárólag remixeket és a régi dalok felújított, áthangszerelt változatait tartalmazta. 1994-ben a Back című albummal tértek vissza, amely 12 új dalt tartalmazott, majd 1998-ban Stories 'bout Love címmel újabb albumot jelentettek meg, szintén 12 dallal. Az együttes a mai napig tevékeny.

## Diszkográfia

### Kislemezek
- "Hide Away – Man Is Comin'!" (1985)
- "Touch in the Night" (1985)
- "Stop the Rain" / "Shy Girl" (1986)
- "Love Is Just a Word" (1986)
- "Time for Love" (1986)
- "Danger Danger" (1987)
- "Oh, Don't Lose Your Heart Tonight" (1987)
- "Moonlight Affair" (1987)
- "I Am Your Believer" (1989)
- "What a Shame" (1989)
- "2night" (1993)
- "Every Move, Every Touch" (1994)
- "Egyptian Eyes" (promóciós kislemez) (1996)
- "Touch in the Night '98" (1998)
- "One More Night" (1998)
- "Night Train" (1999)
- "I Need a Woman" (2000)

### Albumok
- No. 1 (1986)
- Back (1994)
- Stories 'bout Love (1998)

### Válogatásalbumok
- Best of Silent Circle (1993, Dusty Records)
- Back II (1997, Dusty Records)
- Touch in the Night (limitált kiadás) (1998, VMP International)
- Their Greatest Hits of the 90's (2000, AWP Records)
- Hits & More (2010, Hargent Media)
- The Original Maxi-Singles Collection (2014, Pokorny Music Solutions)

## Fordítás
- Ez a szócikk részben vagy egészben  a   Silent Circle című angol Wikipédia-szócikk ezen változatának fordításán alapul.  Az eredeti cikk szerkesztőit annak laptörténete sorolja fel. Ez a jelzés csupán a megfogalmazás eredetét és a szerzői jogokat jelzi, nem szolgál a cikkben szereplő információk forrásmegjelöléseként.